# اهوتبة (تشهار دولي)
اهوتبة (بالفارسية: اهوتپه) هي قرية تقع في إيران في Chaharduli Rural District. يقدر عدد سكانها بـ 264 نسمة بحسب إحصاء 2016.